# 詹姆斯·加洛韦
詹姆斯·加洛韦（英語：James Galloway，1964年4月11日—），澳大利亚男子赛艇运动员。他曾代表澳大利亚参加世界赛艇锦标赛，获得一枚金牌。他也参加了1988年夏季奥林匹克运动会。